# Nebo hierichonticus
Espèce
Synonymes
- Hemiscorpio hierichonticus Simon, 1872
- Diplocentrus sulcatus Karsch, 1879

Nebo hierichonticus est une espèce de scorpions de la famille des Diplocentridae.

## Distribution
Cette espèce se rencontre en Israël, en Palestine, en Jordanie, en Syrie, au Liban et en Égypte au Sinaï.

## Description
L'holotype mesure 61 mm.

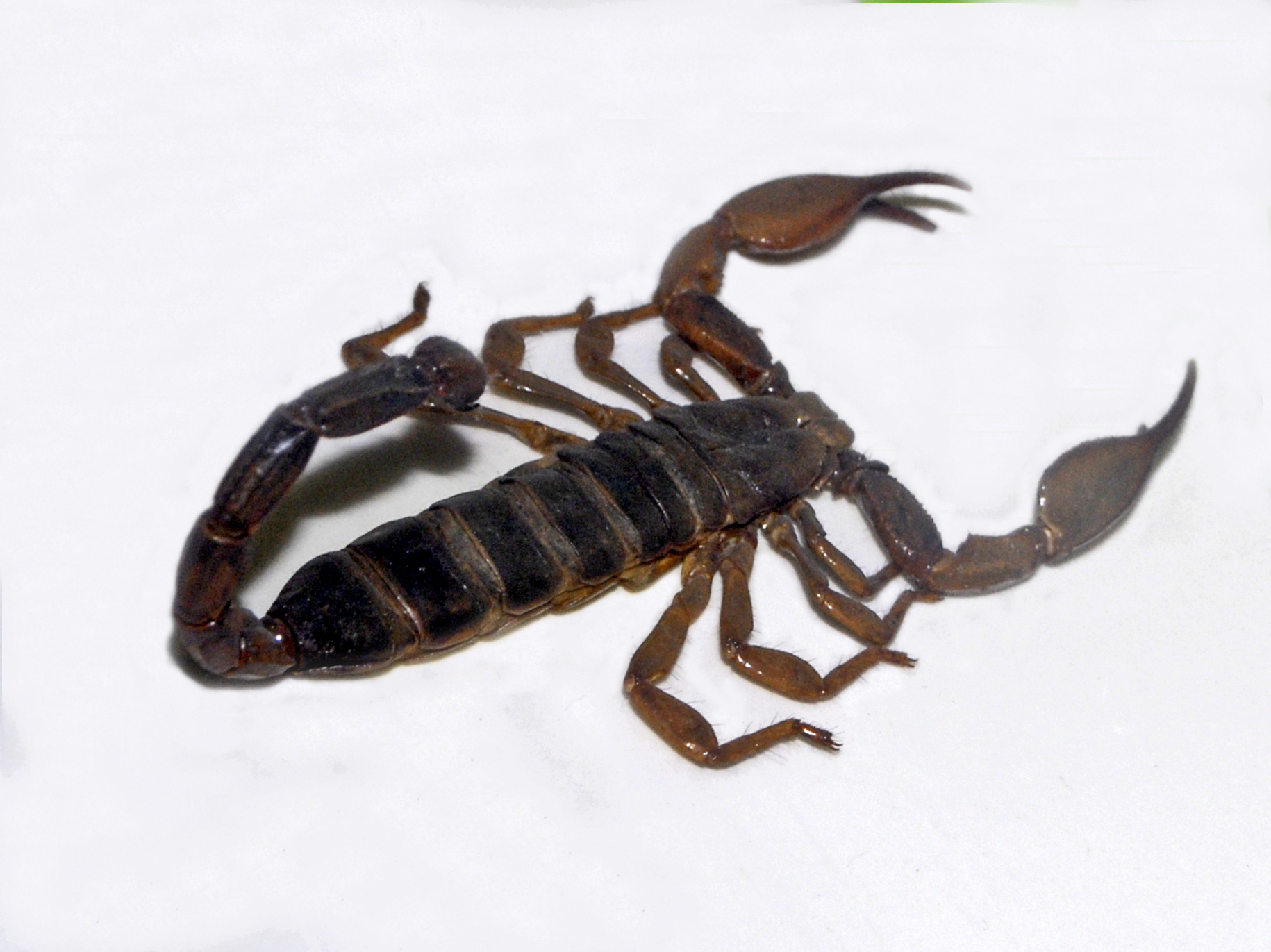
Nebo hierichonticus

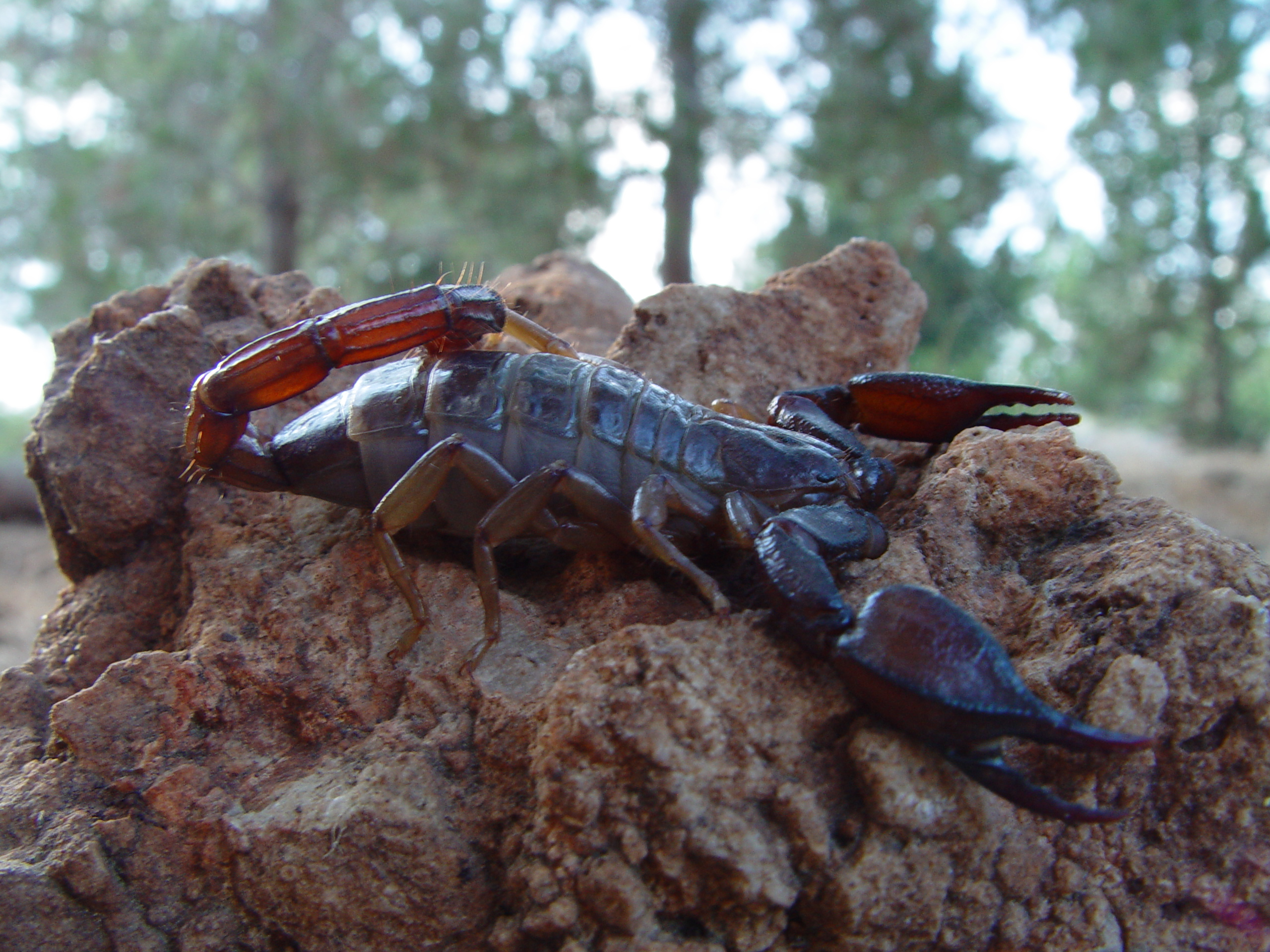
Nebo hierichonticus

Le mâle décrit par Francke en 1980 mesure 87,8 mm et la femelle 105,2 mm.

## Systématique et taxinomie
Cette espèce a été décrite sous le protonyme Hemiscorpio hierichonticus par Simon en 1872. Elle est placée dans le genre Nebo par Simon en 1878.
Diplocentrus sulcatus a été placée en synonymie par Kraepelin en 1894.

## Publication originale
- Simon, 1872 : Arachnides de Syrie, Rapportés par M. Charles Piochard de la Brulerie (Scorpions et Galéodes). Annales de la Société Entomologique de France, sér. 5, vol. 2, p. 245–266 (texte intégral).